# Lișteava, Dolj
Lișteava este un sat în comuna Ostroveni din județul Dolj, Oltenia, România.
În sud se învecinează cu orașul Bechet (7 km) și la nord cu satul Piscu Sadovei (4 km).
 Acest articol despre o localitate din județul Dolj este deocamdată un ciot. Puteți ajuta Wikipedia prin completarea lui.